# 카세아과
카세아과(Caseidae)는 페름기에 서식한 단궁류의 한 과이다.